# Johan Helmich Roman
Johan Helmich Roman (Stoccolma, 26 ottobre 1694 – Haraldsmåla, 20 novembre 1758) è stato un compositore, violinista e oboista svedese del Barocco.

## Biografia
Nacque dalla famiglia di Johan Roman, un membro della famiglia reale svedese. Ricevette probabilmente i primi insegnamenti musicali dal padre. Nel 1711 entrò a far parte della cappella reale come violinista ed oboista. Il re Carlo XII gli permise nel 1715 di assentarsi per completare la sua formazione; per 6 anni, Roman si trasferì a Londra, dove studiò con Cristoph Pepusch e Attilio Ariosti. 
Ritornato in Svezia, nel 1727 ottenne il posto di capo dell'Orchestra della Corte. 
Nel corso degli anni '20, Roman fu molto impegnato a far crescere la qualità dell'Orchestra di Corte ed iniziò nel 1731 ad organizzare i primi concerti pubblici in Svezia.
Nel 1734, il compositore intraprese un viaggio attraverso parecchi paesi europei (Austria, Germania, Inghilterra, Francia ed Italia) e rientrò nel 1737 portando con sé una ricca collezione di musiche per l'orchestra reale. Nel 1740, venne eletto membro dell'Accademia Reale delle Scienze. 
Il successo della carriera di Roman cominciò a declinare negli anni '40. La sua maggiore sostenitrice, la regina Ulrica Eleonora, morì alla fine del 1741.  Nel 1742, Roman soffrì di problemi di salute che danneggiarono la sua attività. È del 1744 il suo lavoro più importante, la Drottningholmsmusique: una grande suite orchestrale per il matrimonio del principe della corona Adolfo Federico di Svezia con Luisa Ulrica di Prussia. Tuttavia, l'impegno dei nuovi sovrani a favore della musica non si accordava con i progetti di Roman: la regina aveva altri gusti musicali, ed il marito aveva avviato una nuova cappella musicale.
Nel 1745, Roman si ritirò dal suo posto di capo della cappella reale, a causa di un'insorgente sordità. Si stabilì ad Haraldsmåla, vicino alla città di Kalmar, nella Svezia sud-orientale. Salvo che per una visita a Stoccolma nel 1751-52, per dirigere la musica per i funerali del re Federico I e per la successione di Adolfo Federico, egli dedicò i suoi ultimi anni a tradurre in svedese trattati teorici ed adattamenti di testi sacri. Morì ad Haraldsmåla nel 1758.

## Considerazioni sull'opera
Fu il primo compositore svedese di grande importanza, tanto che fu in seguito soprannominato Padre della musica svedese o anche l'Händel svedese. Roman era un amante della musica barocca italiana e su questo stile basò il suo linguaggio compositivo, prendendo a modello più la scrittura galante che la polifonia, sull'esempio di Domenico Scarlatti e Giovanni Battista Pergolesi.
La sua composizione più nota fu Drottningholmsmusik del 1744, una grande suite formata da 24 brani, scritta in occasione della celebrazione del matrimonio del successore al trono svedese Adolfo Federico con la sorella del Re Federico II di Prussia, Luisa Ulrica.
L'opera di Roman comprende suite, concerti solistici e sinfonie, così come molteplici lavori nell'ambito della musica da camera e da chiesa. Le sue 12 sonate per flauto, unica opera pubblicata in vita, sono oltremodo note.
Roman fu un violinista virtuoso, nonché oboista e direttore d'orchestra. 
Le composizioni di Roman furono successivamente catalogate dal professor Ingmar Bengtsson e sono identificate dalla numerazione BeRI.

## Composizioni
- Festive:
  - Golovin-Musik, BeRI 1
  - Drottningholmsmusik, BeRI 2
- Per la corte: 13 cantate...
- Musica strumentale:
  - 23 Sinfonie
  - 6 Ouverture
  - 5 Suite per orchestra
  - 2 Concerti grossi
  - 5 Concerti per violino
  - 1 Concerto per oboe d'amore, BeRI 53
  - 17 Sonate a tre
  - 12 Sonate a flauto traverso, violone e cembalo
  - 1 Sonata per flauto e clavicembalo
  - 12 suites e 12 sonate per tastiera
  - Assaggi ed ouverture per violino solo
  - duetti per due violini
- Opere vocali:
  - Messa svedese, per soli, coro ed orchestra
  - Cantate (Dixit dominus, Jubilate, Oh Gott, wir loben Dich)
  - Inni
  - Salmi di Davide per una o più voci ed orchestra
  - Circa 80 brani spirituali, dai Salmi di Davide, per una o più voci con basso continuo, o con violino e basso, o con gruppi strumentali più numerosi
  - Cantate profane